# Анохина, Ольга Евгеньевна
О́льга Евге́ньевна Ано́хина (род. 26 декабря 1953) — советская и российская актриса и театральный режиссёр, заслуженная артистка России (2014).

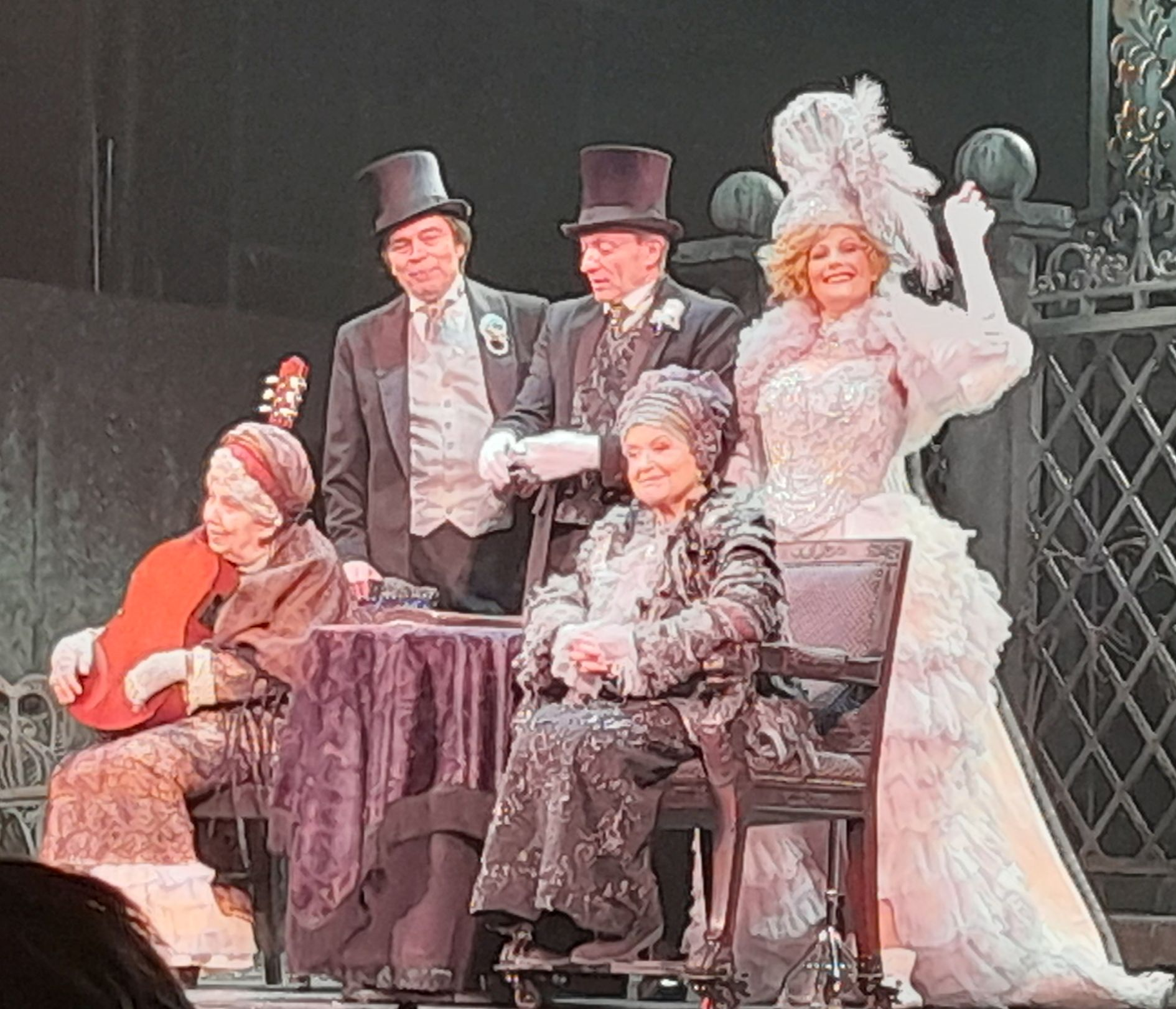
Театр имени Моссовета, «Волки и овцы», 27 марта 2022 года. Анфуса — Ольга Анохина, Лыняев — Александр Бобровский, Беркутов — Александр Яцко, Мурзавецкая — Валентина Талызина, Купавина — Марина Кондратьева

## Биография
Ольга Анохина окончила ГИТИС имени Луначарского (ныне Российская академия театрального искусства) курс — студия Ю. А. Завадского при Театре имени Моссовета в 1977 году и была принята в труппу театра.
С 1976 года снималась в кино у режиссёров Л. Гайдая, И. Таланкина, А. Кончаловского, Л. Кулиджанова и других.
С 2016 года — преподаватель в Институте театрального искусства имени народного артиста СССР И. Д. Кобзона.
Почётный работник культуры города Москвы, член Союза театральных деятелей, Союза кинематографистов. Доцент Института театрального искусства под руководством И. Д. Кобзона. Театральный режиссёр. Автор проекта «День рождения Юрия Визбора». Участница международных фестивалей в городе Эдинбурге (Шотландия) и городе Аделаида (Австралия) со своим спектаклем «Натощак» (Ю. О’Нил, А. Чехов).
Член Правления Центрального дома работников искусств.
Супруг — актёр Владимир Горюшин.

## Творчество

### Роли в театре
Играла в спектаклях:
- «Братья Карамазовы» — Феничка
- «Кошка, которая гуляла сама по себе» — Кошка
- «Егор Булычов и другие» — Таисья
- «ОБЭЖ» — Софи
- «Правда — хорошо, а счастье лучше» — Поликсена
- «Человек как человек» — жена Гэли Гэя
- «Фрекен Жюли» — Кристина
- «Собачий вальс» — Счастливая Женя
- «Мадам Бовари» — Кристина
- «Именины с костылями» — Катерина

Участвует в спектаклях текущего репертуара:
- «Заповедник» — Аврора, заведующая экскурсбюро
- «Муж, жена и любовник» — Настасья Ивановна
- «Обрученные» — Аньезе
- «Чайка» А. П. Чехова — Полина Андреевна
- «Царство отца и сына» — Волохова
- «РРР» — Пульхерия Александровна
- «Баден-Баден» — Капитолина Марковна
- «Мораль пани Дульской» — Тадрачиха
- «Дядя Ваня» — Войницкая
- «Морское путешествие 1933 года» — фрау Гуттен, фрау Шмитт
- «Три сестры» — Анфиса
- «Не всё коту масленица» — Феона
- «Волки и овцы» — Анфуса

### Постановки спектаклей
- «Заповедник» (совместно с М. Зонненштралем) театр Моссовета, 1998 год
- «Потоп» (сцена под крышей театра имени Моссовета; 2000 г.);
- «19-84, или Дневник Уинстона Смита» (2001 г.; антреприза);
- «Анна Кристи, или Морская история» (2003 г.; театр имени Моссовета);
- «Кто сильнее Снежной королевы?» (2004 г.; Областной Камерный театр);
- «Пять вечеров» (2004 г.; антреприза);
- «Завтра уходим в Кейптаун» (театр имени Моссовета; 2005 г.);
- «Анна Кристи» (антреприза, 2005 г.);
- «Буря в стакане воды» (2006 г.); антреприза; продюсерский центр «Омитра»;
- «Эй, Труффальдино!» (2006 г.; антреприза);
- «Сыновья его любовницы» (антреприза; постановка 2007 г.; в этом спектакле Александр Дедюшко сыграл свою последнюю роль на сцене — Роберто. Это было 27 октября 2007 г.)[источник не указан 4692 дня]
- «Безымянная звезда» (постановка 2009 г.; в этом спектакле Игорь Старыгин (13.06.1946 — 08.11.2009) сыграл свою последнюю роль на сцене — учителя музыки Удри, которую ему довелось сыграть всего 4 раза)[5]
- «Снился мне сад» (постановка 2010 год; Театр музыки и поэзии под руководством Елены Камбуровой)

### Роли в кино
- 1976 — …И другие официальные лица
- 1977 — Инкогнито из Петербурга — Марья Антоновна Сквозник-Дмухановская
- 1978 — Пока безумствует мечта
- 1978 — Отец Сергий — Марья, дочь купца
- 1980 — Альманах сатиры и юмора
- 1981 — Будьте моим мужем — мама девочки, объевшейся ежевики
- 1981 — Звездопад
- 1982 — Ещё до войны — учительница Жутикова
- 1983 — Военно-полевой роман — Нюра, соседка Нетужилиных
- 1984 — Право на выбор — жена Сорокина
- 1985 — Неудобный человек
- 1986 — Счастлив, кто любил…
- 1986 — Игорь Саввович
- 1987 — Время летать
- 1989 — Мои люди
- 1991 — Кикс
- 1991 — Ближний круг
- 1992 — Разыскивается опасный преступник
- 1992 — Сталин
- 1993 — Последняя суббота
- 1994 — Незабудки
- 1994 — Жизнь и необычайные приключения солдата Ивана Чонкина
- 1994 — Полицейская академия 7: Миссия в Москве
- 1995 — Полночь в Санкт-Петербурге — Грета
- 1998 — Сибирский цирюльник — Губернаторша
- 1999 — Остановка по требованию
- 1999 — Заповедник
- 1999 — Затворник — служащая ЗАГСа (эпизод)
- 2001 — Московские окна
- 2002 — Воровка-2. Счастье напрокат
- 2002 — Next 2
- 2003 — Право на защиту
- 2003 — Лучший город Земли — тётя Шура
- 2005 — Кулагин и партнёры — Анна Изотова, владелица агентства «Узы Гименея»
- 2005 — Рублевка Live — Анна Дивеева
- 2006 — Тюрьма особого назначения — обманутая вкладчица
- 2007 — Снежный ангел — кассир
- 2007 — Последняя репродукция — мать Лены
- 2007 — Надежда как свидетельство жизни — Симка
- 2008 — Фотограф — Фаина
- 2008 — Посёлок — Заряна, соседка
- 2008 — Ермоловы
- 2008 — Бородин. Возвращение генерала — Марина Витальевна Остроухова, инспектор по делам несовершеннолетних
- 2009 — Семь жён одного холостяка — Анна Аркадьевна, секретарь Виталича
- 2009 — Однажды будет любовь — Татьяна Сергеевна
- 2009 — Огни большого города — Инна Михайловна, мать Олега
- 2009 — Высший пилотаж — Софья Моисеевна
- 2013 — Склифосовский — мать Салама (3 сезон)
- 2017 — Яблочко от яблоньки — тётя Таня
- 2018 — Скрытые мотивы — скульптор
- 2022 — Нулевой пациент — директор школы
- 2022 — Тётя Марта — Раиса Александровна, соседка Марты (14 серия)